# Airbus A220

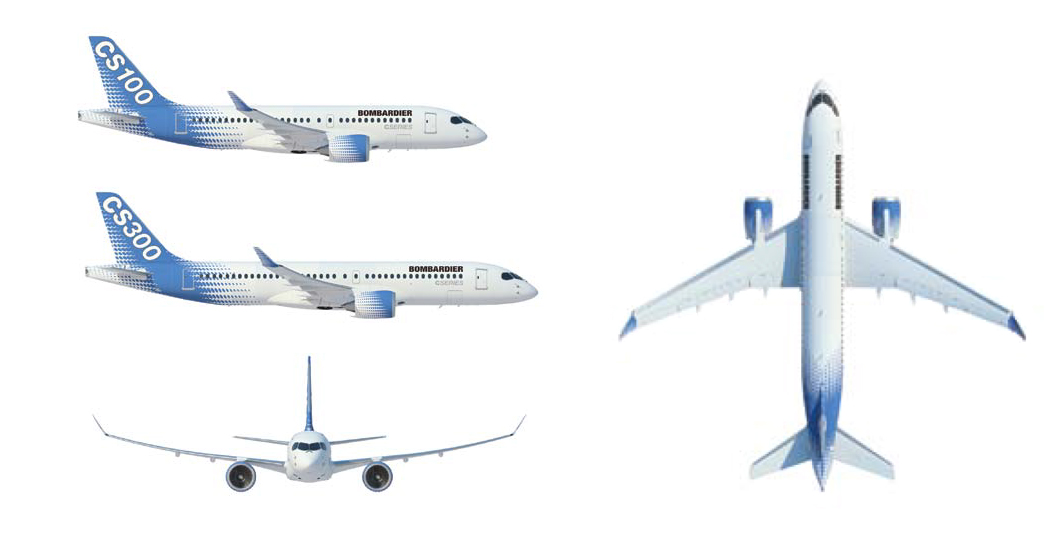
A220-100 en A220-300

De Airbus A220 is een familie van verkeersvliegtuigen van de firma Airbus. De A220 is een narrow-body, tweemotorig toestel voor de middellange afstand. Het toestel is in 2016 op de markt gebracht. In juni 2016 waren al meer dan 370 stuks besteld. Het toestel is als Bombardier C-serie ontwikkeld door de Canadese fabrikant Bombardier, maar deze heeft de productielijn en alle activiteiten in dit segment kort na de oplevering verkocht aan Airbus.
Sinds 2017 was de verkoop van de C-serie in handen van Airbus, in juli 2018 is de naam veranderd in Airbus A220
In februari 2020 verkocht Bombardier zijn aandeel in het A220-programma voor 591 miljoen dollar aan Airbus, en verliet daarmee volledig de commerciële luchtvaartindustrie.

## Achtergrond
Bombardier had in de jaren negentig al plannen voor een groter toestel dan haar Canadair Regional Jet (CRJ). Het bedrijf overwoog Fokker te kopen om zo de beschikking te krijgen over de Fokker 100, maar dit plan werd begin 1996 afgeblazen. Een volgend plan, de ontwikkeling van de Bombardier Regional Jet eXpansion (BRJX), werd ook geannuleerd ten faveure van de nieuwe CRJ-900. Inmiddels bracht concurrent Embraer in 2002 de Embraer 170 op de markt (70-86 passagiers), en in 2004 de Embraer 190 (94-118 passagiers). Bombardier had geen product om deze toestellen serieus te beconcurreren.

## Ontwikkeling
In juli 2004 werd de C-serie aangekondigd met een beoogde capaciteit van 110 tot 130 passagiers. De eerste leveringen waren aanvankelijk gepland voor 2013. Het model moest niet alleen de strijd aan gaan met de Embraer 170 en 190, maar moest ook het marktsegment van de kleinste verkeersvliegtuigen van Boeing en Airbus betreden. Belangrijke concurrenten van de C-serie waren daarom de Airbus A319neo, Boeing 737 MAX 7, Irkut MC-21-200 en de Embraer 190/195 E2.
Bombardier besloot twee modellen te ontwikkelen: de CS100 met 110 zitplaatsen en de CS300 met 135 zitplaatsen in normale configuratie. De CS100 staat in officiële certificaten te boek als de Bombardier BD-500-1A10, de CS300 als Bombardier BD-500-1A11. In eerste instantie zou van beide modellen een gewone en een extended range (ER)-versie komen, maar die laatste is in 2012 geannuleerd.
Op 31 januari 2006 kondigde Bombardier aan de ontwikkeling van de C-serie stil te leggen vanwege een gebrek aan bestellingen. Een jaar later werd de ontwikkeling hervat en in juli 2008 begon de officiële verkoop van het toestel. Op 16 september 2013 maakte een CS100 de eerste testvlucht vanaf Mirabel in Montreal, Québec, Canada. Tot en met 1 mei 2014 was 280 uur aan testvluchten gemaakt met de C-serie, terwijl er 2400 uur vereist is voordat het toestel in dienst genomen mag worden. Begin februari 2015 waren 900 vlieguren gemaakt met vijf CS100-toestellen. Op 27 februari 2015 voltooide de CS300 haar eerste vlucht.
Vanwege vertragingen tijdens de testfase werd de levering van de CS100 uitgesteld tot de tweede helft van 2015. De eerste CS300 moest zes maanden later volgen. Bombardier schatte de totale ontwikkelingskosten van de C-serie op 4,4 miljard dollar.
Door de aanhoudende onzekerheid rond de C-serie werd in oktober 2017 bekendgemaakt dat Airbus een meerderheidsbelang van 50,01% nam in het C-serie-programma. Bombardier behield een aandeel van 31 procent en hield ook de productie van de toestellen in Canada. De marketing en verkoop van de toestellen ging onder de vlag van Airbus. De introductie van de C-serie in het gamma van Airbus betekende het einde van de Airbus A319. De C-serie was een toevoeging op de A320-familie van Airbus.
Op 10 juli 2018 maakte Airbus bekend dat de C-serie voortaan Airbus A220 zou gaan heten.
In januari 2019 werd bekend dat Airbus keek naar een verder verlengde versie van de A220, die de A220-500 zou kunnen gaan heten. Airbus zelf bevestigde dit nog niet officieel, daar het in deze fase nog slechts een studie was. Begin 2020 gaf Air France aan geïnteresseerd te zijn, mocht Airbus deze variant ontwikkelen.

## Orders
| Jaar   | CS100 A220-100 | CS300 A220-300 | Totaal |
| ------ | -------------- | -------------- | ------ |
| 2008   | 0              | 0              | 0      |
| 2009   | 9              | 21             | 30     |
| 2010   | 0              | 0              | 0      |
| 2011   | 10             | 10             | 20     |
| 2012   | 0              | 10             | 10     |
| 2013   | 0              | 5              | 5      |
| 2014   | 0              | 28             | 28     |
| 2015   | 0              | 0              | 0      |
| 2016   | 40             | 42             | 82     |
| 2017   | 0              | 12             | 12     |
| 2018   | 0              | 206            | 206    |
| 2019   | 18             | 86             | 104    |
| 2020   | 0              | 60             | 60     |
| 2021   | 16             | 46             | 62     |
| 2022   | 2              | 118            | 120    |
| 2023   | 7              | 135            | 142    |
| 2024   | 1              | 25             | 26     |
| 2025   | 22             | 20             | 42     |
| Totaal | 125            | 824            | 949    |

Orders (exclusief opties) per 31 juli 2025. Eventuele annuleringen of modelwijzigingen zijn verrekend in het jaar van het initieel order.
Op 31 juli 2025 waren er reeds 435 toestellen uitgeleverd. De grootste klanten op die datum met geleverde toestellen waren:
- Delta Air Lines 78 toestellen (145 besteld in totaal)
- JetBlue 51 toestellen (100 besteld in totaal)
- AirBaltic 50 toestellen (90 besteld in totaal)
- Air France 45 toestellen (60 besteld in totaal)
- Breeze 44 toestellen (90 besteld in totaal)
- Air Canada 37 toestellen (65 besteld in totaal)
- Swiss 30 toestellen (30 besteld in totaal)

## Specificaties
| Variant                                                        | A220-100                                                                  | A220-300                                                                  |
| -------------------------------------------------------------- | ------------------------------------------------------------------------- | ------------------------------------------------------------------------- |
| Cockpitbemanning                                               | 2                                                                         | 2                                                                         |
| Passagiers                                                     | 100–120 (max 135)                                                         | 120–150 (max 160)                                                         |
| Stoelafstand                                                   | 71–91 cm in Economy/Business                                              | 71–91 cm in Economy/Business                                              |
| Stoelbreedte                                                   | 47 tot 53 cm                                                              | 47 tot 53 cm                                                              |
| Stoelconfiguratie                                              | Economy 3/2 - Business 2/2                                                | Economy 3/2 - Business 2/2                                                |
| Cargo volume Laadruim vooraan Laadruim achteraan Boven stoelen | 31,21 m3 13,40 m3 9,88 m3 7,93 m3                                         | 40,54 m3 17,75 m3 13,39 m3 9,40 m3                                        |
| Lengte                                                         | 35 m                                                                      | 38,71 m                                                                   |
| Vleugel                                                        | 35,1 m spanwijdte 112,3 m2 oppervlakte (10,97 AR)                         | 35,1 m spanwijdte 112,3 m2 oppervlakte (10,97 AR)                         |
| Hoogte                                                         | 11,5 m                                                                    | 11,5 m                                                                    |
| Rompdiameter                                                   | 3,5 m                                                                     | 3,5 m                                                                     |
| Cabine                                                         | 3,28 m breed, 2,13 m hoog                                                 | 3,28 m breed, 2,13 m hoog                                                 |
| Cabinelengte                                                   | 23,7 m                                                                    | 27,5 m                                                                    |
| Operationeel leeggewicht (OEW)                                 | 35,22 t                                                                   | 37,08 t                                                                   |
| Maxium startgewicht (MTOW)                                     | 63,05 t                                                                   | 70,90 t                                                                   |
| Maxium landingsgewicht (MLW)                                   | 52,39 t                                                                   | 58,74 t                                                                   |
| Maximaal laadvermogen                                          | 15,1 t                                                                    | 18,7 t                                                                    |
| Brandstofcapaciteit                                            | 21 918 liter                                                              | 21 918 liter                                                              |
| Actieradius                                                    | 6700 km (3600 nm)                                                         | 6390 km (3400 nm)                                                         |
| Kruissnelheid                                                  | Mach 0,82 (470 kn; 871 km/h) maximum Mach 0,78 (447 kn; 829 km/h) typisch | Mach 0,82 (470 kn; 871 km/h) maximum Mach 0,78 (447 kn; 829 km/h) typisch |
| Maximale vlieghoogte                                           | 12 500 m (41 000 ft)                                                      | 12 500 m (41 000 ft)                                                      |
| Opstijgafstand (@ MTOW)                                        | 1500 m                                                                    | 1900 m                                                                    |
| Landafstand (@ MLW)                                            | 1390 m                                                                    | 1510 m                                                                    |
| Motoren (2x Pratt & Whitney)                                   | PW1519G (88 kN) PW1521G (98 kN) PW1524G (108,5 kN) PW1525G (108,5 kN)     | PW1521G-3 (98 kN) PW1524G-3 (108,5 kN) PW1525G-3 (108,5 kN)               |
| ICAO-type                                                      | BCS1                                                                      | BCS3                                                                      |